# Diecezja Oyem
Diecezja Oyem – diecezja rzymskokatolicka w Gabonie. Powstała w 1969.

## Biskupi diecezjalni
- - Bp Jean-Vincent Ondo Eyene (od 2000)
  - Abp Basile Mvé Engone, S.D.B. (1982 – 1998)
  - Bp François Ndong (1969 – 1982)